# الاستفتاء الدستوري في غينيا 2020
أُجري استفتاء دستوري في غينيا في 22 مارس 2020، إلى جانب الانتخابات البرلمانية ‏. سيعيد الدستور الجديد حدود الولاية الرئاسية (عادة فترتين)، مما يسمح بانتخاب الرئيس ألفا كوندي لفترة ثالثة، وهذا من بين تغييرات أخرى.

## التعديلات الدستورية
تشمل التعديلات الدستورية:
- تغيير ولاية الرئيس من خمس إلى ست سنوات، وإعادة تحديد الفترة الحالية لأغراض تحديد فترة ولاية الرئيس الحالي.
- منع ختان الإناث
- حظر زواج القاصرات والزواج القسري
- منح الزوجين حقوقا متساوية في الطلاق
- تنص على أنه لا يوجد جندر واحد سيشكل أكثر من ثلثي المؤسسات الحكومية[2]
- التوزيع العادل للثروة لصالح الشباب والفقراء[3]
- تخفيض سن الترشح النيابي إلى 18 سنة

## الإدارة
كان من المقرر في الأصل إجراء الاستفتاء على الدستور في 1 مارس 2020. لكنه أُجل بسبب إثارة المراقبين الدوليين لمخاوف بشأن السجل الانتخابي. ألغى الاتحاد الأفريقي بعثة مراقبة انتخابية، متذرعا بقضايا رئيسية تتعلق بالاستطلاع. كما سلط الاتحاد الأوروبي الضوء على شكوكه في مصداقية الاستطلاع.
ونتيجة لذلك، أزالت السلطات أكثر من 2.5 مليون اسم غير قابل للتحقق (من إجمالي 7.7 مليون اسم) من السجل تمشيًا مع نصيحة المجموعة الاقتصادية لدول غرب أفريقيا بعد أن حددتها المنظمة الدولية للفرنكوفونية. تركزت الأسماء التي لا يمكن التحقق منها في الغالب في المنطقة التي كان الرئيس ألفا كوندي يحظى بدعم كبير.
قبل التصويت، قال مايك بومبيو، وزير خارجية الولايات المتحدة، «نتساءل عما إذا كانت العملية ستكون حرة ونزيهة وشفافة وتعكس بدقة إرادة جميع الناخبين المؤهلين. نحث جميع الأطراف على الانخراط في حوار مدني غير عنيف»، كما دعت حكومة الولايات المتحدة السلطات إلى السماح بالمظاهرات السلمية بينما طلبت من المعارضة الامتناع عن العنف. جادلت الحكومة البريطانية حكومة غينيا باحترام المؤسسات الديمقراطية وجميع أشكال حقوق الإنسان بما في ذلك الحق في الاحتجاج السلمي، وكذلك تشجيع جميع الأطراف على الانخراط في حوار بناء والامتناع عن استخدام العنف. كما دعت المملكة المتحدة الحكومة إلى ضمان إجراء الانتخابات والاستفتاء بطريقة عادلة وشفافة.

### الاحتجاجات
أدت الاحتجاجات ضد الاستفتاء في الفترة التي تسبق يوم الاقتراع إلى مقتل أكثر من 32 شخصًا بين أكتوبر 2019 ومارس 2020.، مع تنظيم احتجاجات منتظمة في كوناكري وغيرها من المدن بما في ذلك لابي، مامو، بوكي ونزيريكوري .
خلال الاحتجاجات، تعرضت عدة مكاتب حكومية ومدارس ومراكز للشرطة للهجوم بهدف إتلاف مواد التصويت. ومن المشاهد التي حدثت خلال تلك الفترة دخول مهاجمين إلى مركز للشرطة في مامو وتمزيق قوائم الناخبين ونهب صناديق البطاقات الانتخابية. أُضرمت النيران في مدرستين كان من المقرر استخدامهما كمراكز اقتراع؛ كما أُحرقت العديد من المباني الإدارية في الجزء الشمالي والجنوبي من البلاد؛ وفي لابي، أُشعلت الإطارات في الشوارع وأقيمت حواجز على الطرق.
دعت الجبهة الوطنية للدفاع عن الدستور، وهي جماعة معارضة جامعة، إلى مقاطعة الاستفتاء ورفضت نتائجه.

### يوم الإقتراع
في يوم الاستفتاء، أعلن النطاق العريض الغيني ‏ الذي تسيطر عليه الدولة أنه يتوقع تعطل خدمات الإنترنت والهاتف بسبب أعمال الصيانة المخطط لها على الكابلات البحرية. على الرغم من تأجيل الأعمال المخطط لها في وقت لاحق، أكدت نت بلوكسأن وسائل التواصل الاجتماعي حُظرت من الساعة 20:00 في المساء قبل يوم الاقتراع حتى صباح اليوم التالي، على مدى 36 ساعة. شمل الحظر تويتر وفيسبوك وإنستغرام بينما قُيدت خوادم واتساب. 
حاول معارضو المقترحات تعطيل التصويت وتخريب معدات التصويت. 
طلبت بعض مراكز الاقتراع من الناخبين غسل أيديهم قبل الإدلاء بأصواتهم، وذكّرت محطات الإذاعة المواطنين بالابتعاد عن بعضهم البعض، لكن لوحظ أنه في بعض مراكز الاقتراع حُشرت الحشود في طابور للتصويت وكان قليل من الناس يرتدون الأقنعة. 

## النتائج
أظهرت النتائج الأولية أن الدستور الجديد حصل على ما يقرب من 90٪ من الأصوات المؤيدة وسط مقاطعة كاملة لأحزاب المعارضة. بلغت نسبة المشاركة 58٪. أعلنت المحكمة الدستورية النتائج النهائية في 3 أبريل، وأعلنت الدستور الجديد الذي تبنته الأغلبية المطلقة للناخبين.
| خيار                      | الأصوات   | ٪     |
| ------------------------- | --------- | ----- |
| مع                        | 2,663,198 | 89.76 |
| ضد                        | 303,689   | 10.24 |
| أصوات غير صالحة/فارغة     | 49,600    | -     |
| المجموع                   | 3,016,487 | 100   |
| الناخبون المسجلون/الاقبال | 5,179,600 | 58.24 |
| المصدر: المحكمة الدستورية |           |       |

## ما بعد الاستفتاء
بعد إعلان نتائج الاستفتاء، نزل المتظاهرون إلى الشوارع مرة أخرى، كما حدث مع الاحتجاج قبل الاستفتاء، وأحرقوا السيارات، وأقاموا المتاريس. تحولت الاحتجاجات إلى أعمال عنف في عدة مدن، بما في ذلك نزيريكوري حيث قُتل 32 شخصًا على الأقل.

## ردود الفعل
أصدر محمد بن شمباس ‏، الممثل الخاص للأمم المتحدة في غرب إفريقيا، بيانًا أكد فيه أن التطورات التالية تثير قلقًا بالغًا. دعا أنطونيو غوتيريش، الأمين العام للأمم المتحدة، إلى حوار بناء بين الحكومة والمعارضة والمجتمع المدني. وأدانت الحكومة الفرنسية أعمال العنف ذات الصلة وقالت إن التصويت ليس ذا مصداقية.